# Yucca faxoniana
Yucca faxoniana là một loài thực vật có hoa trong họ Măng tây. Loài này được Sarg. miêu tả khoa học đầu tiên năm 1905.

## Hình ảnh

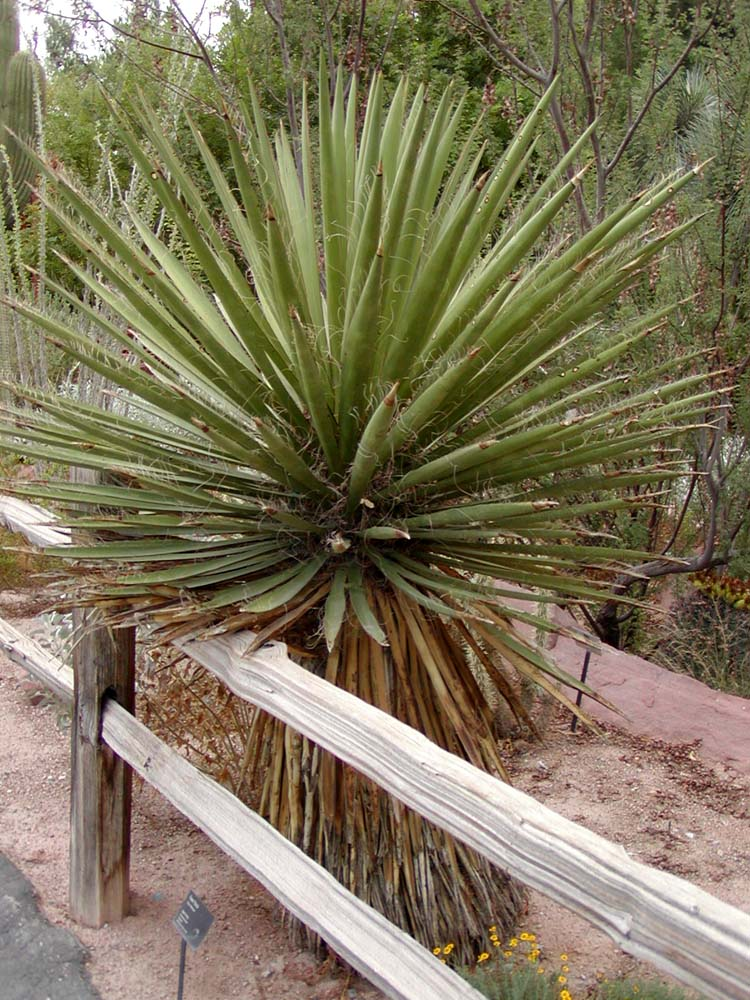
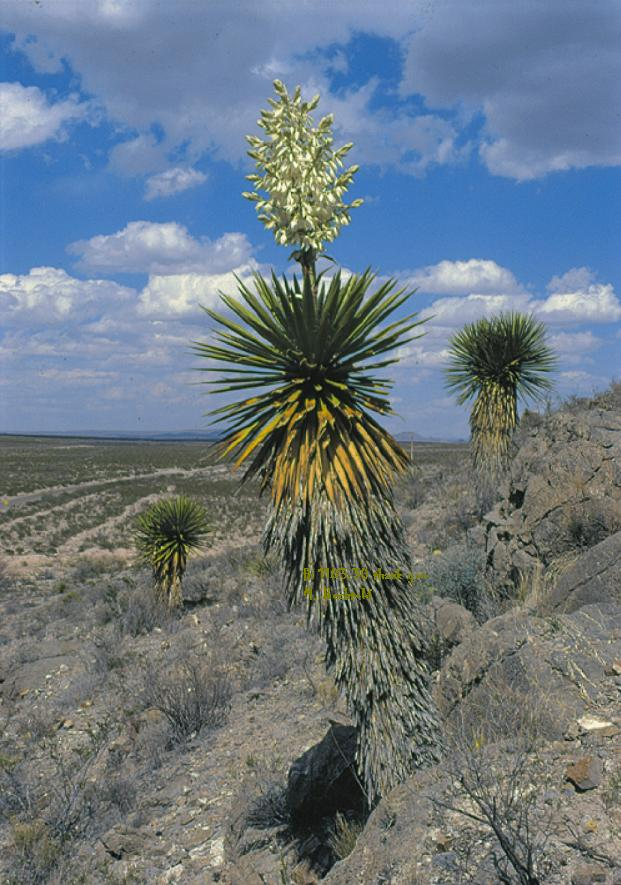
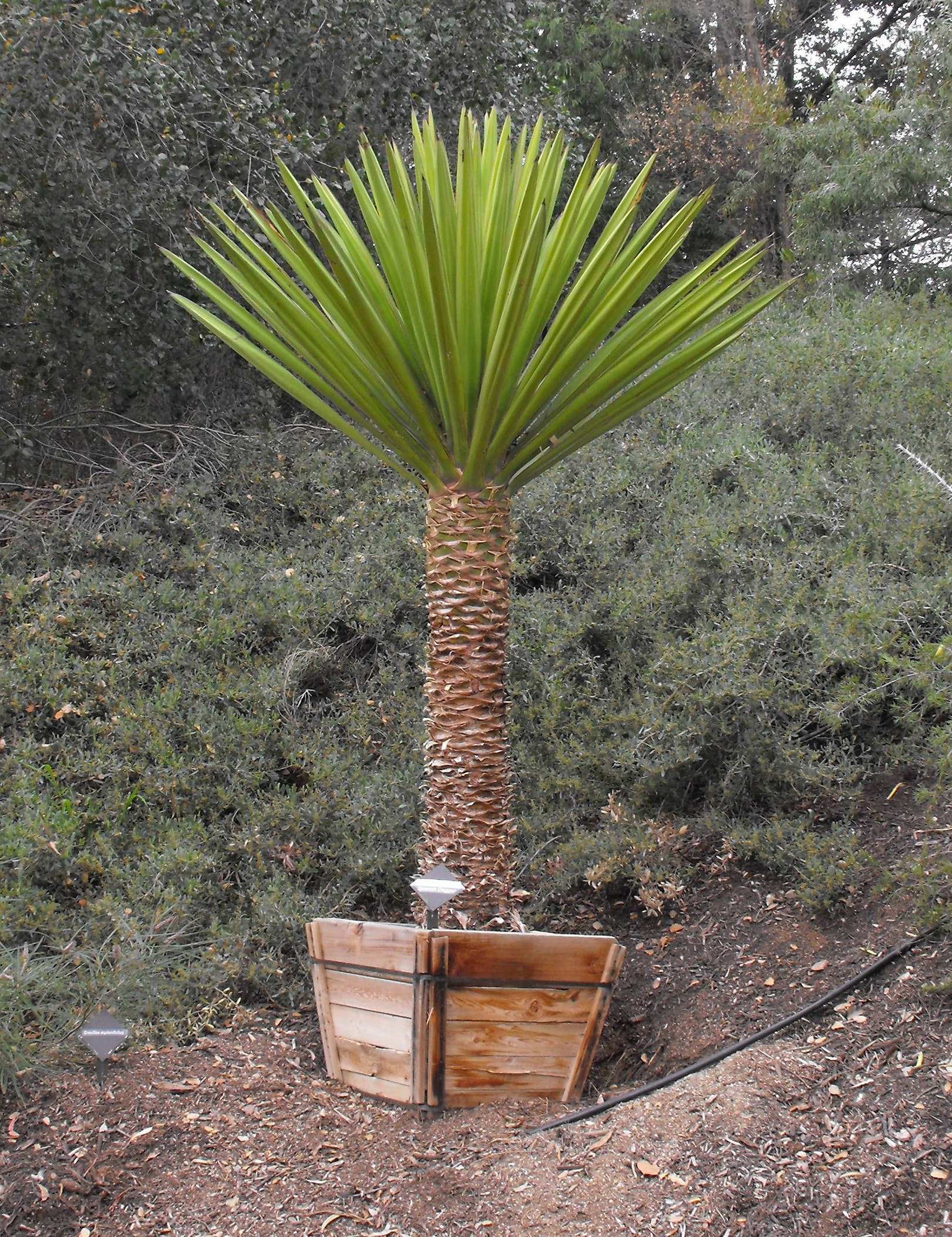
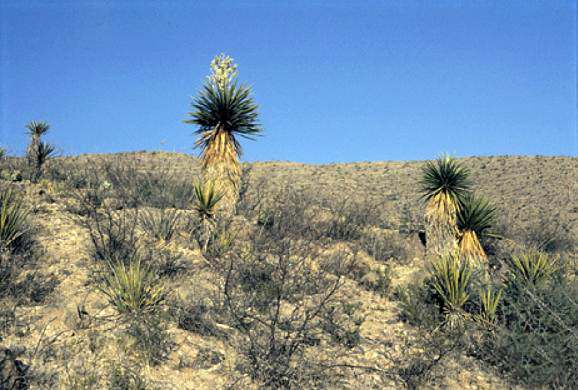